# Berliner Ensemble

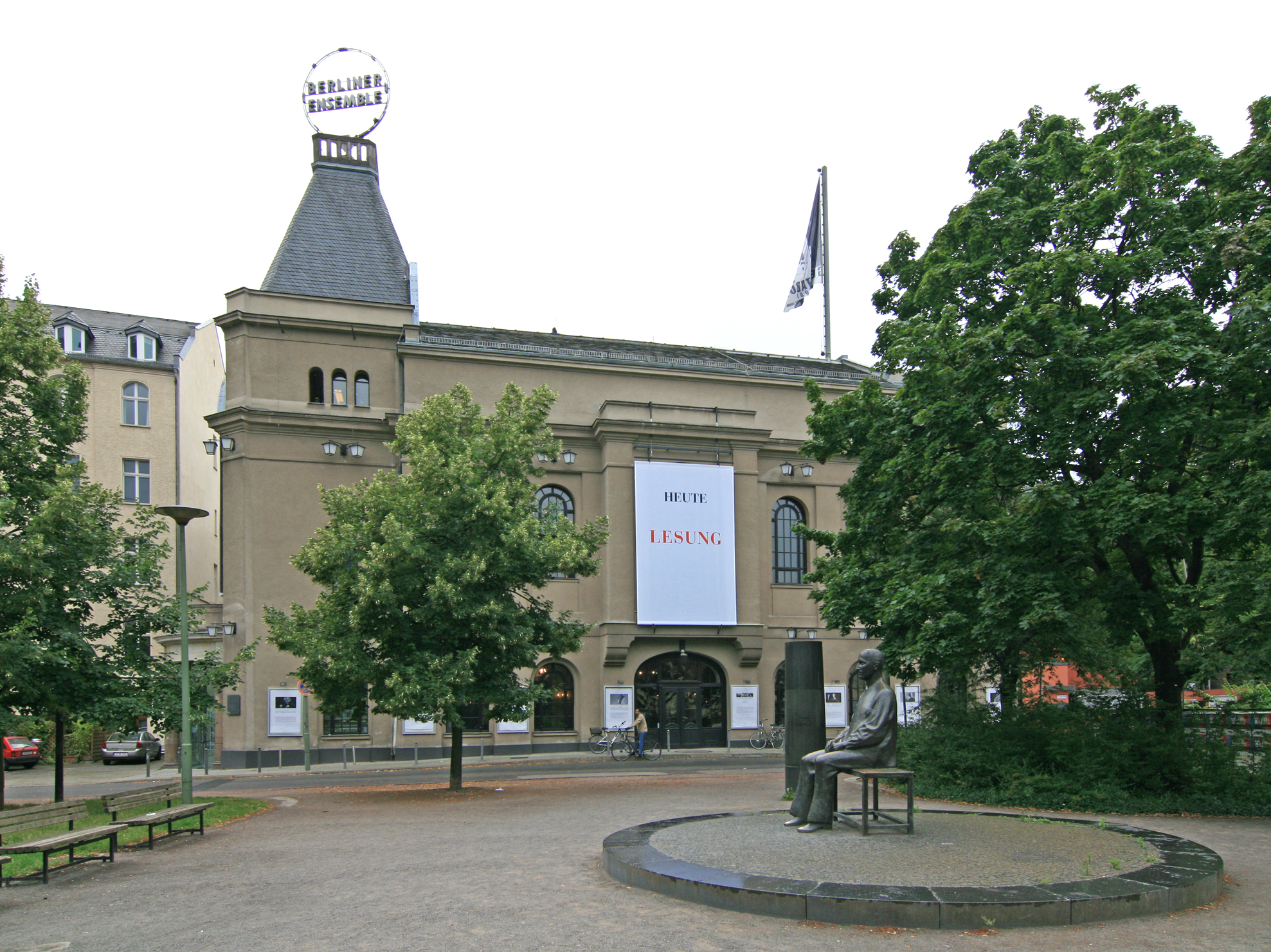
Monument a Bertolt Brecht davant el Berliner Ensemble

El Berliner Ensemble és una companyia de teatre de Berlín fundada per Bertolt Brecht el 1949. A la seva mort el 1956, la seva esposa Helene Weigel va assumir el relleu en la direcció de la companyia.
Durant l'exili de Brecht el teatre es va ubicar a l'edifici del Deutsches Theater dirigit per Wolfgang Langhoff i a partir de 1954 es va traslladar a l'edifici del Theater am Schiffbauerdamm, construït el 1892 i ubicat al barri berlín de Mitte (centre).
El Berliner Ensemble és un dels teatres més coneguts de la capital alemanya i el seu programa combina obres de Brecht amb un repertori d'obres de teatre clàssiques.